# Home Nations Championship 1886
La Home Nations Championship de 1886 fou la quarta edició del que avui dia es coneix com el torneig de les sis nacions. Cinc partits es van disputar entre el 2 de gener i el 13 de març de 1886. Els equips participants foren Anglaterra, Irlanda, Escòcia, i Gal·les. Anglaterra i Escòcia compartiren el campionat amb dues victòries cadascuna.

## Classificació
| Posició | Nació      | Partits | Partits  | Partits  | Partits | Punts   | Punts     | Punts      | Taula de punts |
| Posició | Nació      | Jugats  | Guanyats | Empatats | Perduts | A Favor | En contra | Diferència | Taula de punts |
| ------- | ---------- | ------- | -------- | -------- | ------- | ------- | --------- | ---------- | -------------- |
| 1       | Escòcia    | 3       | 2        | 1        | 0       | 6       | 0         | +6         | 5              |
| 1       | Anglaterra | 3       | 2        | 1        | 0       | 1       | 1         | +0         | 5              |
| 3       | Gal·les    | 2       | 0        | 0        | 2       | 1       | 3         | −2         | 0              |
| 3       | Irlanda    | 2       | 0        | 0        | 2       | 0       | 4         | −4         | 0              |

## Resultats
| Anglaterra | (2T) 1–1 (0T) | Gal·les | 2 de gener de 1886 {{{time}}} - |
|            |               |         | 2 de gener de 1886 {{{time}}} - |

| Gal·les | 0–2 | Escòcia | 9 de gener de 1886 {{{time}}} - |
|         |     |         | 9 de gener de 1886 {{{time}}} - |

| Irlanda | (0T) 0–0 (1T) | Anglaterra | 6 de febrer de 1886 {{{time}}} - |
|         |               |            | 6 de febrer de 1886 {{{time}}} - |

| Escòcia | 4–0 | Irlanda | 20 de febrer de 1886 {{{time}}} - |
|         |     |         | 20 de febrer de 1886 {{{time}}} - |

| Escòcia | 0–0 | Anglaterra | 13 de març de 1886 {{{time}}} - |
|         |     |            | 13 de març de 1886 {{{time}}} - |

Els partits d'aquesta temporada es decidien pel nombre d'assaigs. Els punts s'obtenien per un assaig convertit, un drop o un goal from mark. En cas d'empat, es comptaven els assaig no convertits.

## Partits

### Anglaterra vs. Gal·les
| Anglaterra                          | 2T 1GM – 1G | Gal·les                     | 2 de gener de 1886 {{{time}}} - Rectory Field, Blackheath Àrbitre: DF Moore (Irlanda) |
| Assaig: Wade Wilkinson GM: Stoddart |             | Assaig: Stadden Con: Taylor | 2 de gener de 1886 {{{time}}} - Rectory Field, Blackheath Àrbitre: DF Moore (Irlanda) |

Anglaterra: AS Taylor (Blackheath), CG Wade (Richmond), AR Robertshaw (Bradford), Andrew Stoddart (Blackheath), A Rotherham (Richmond), F Bonsor (Bradford), Charles Gurdon (Richmond), WG Clibbon (Richmond), CJB Marriott (Blackheath) capt., GL Jeffery (Blackheath), RE Inglis (Blackheath), Froude Hancock (Blackheath), E Wilkinson (Bradford), Frank Moss (Broughton), CH Elliot (Sunderland)
Gal·les: Harry Bowen (Llanelli), Charles Taylor (Ruabon), Arthur Gould (Newport), Billy Douglas (Cardiff), Charlie Newman (Newport) capt., William Stadden (Cardiff), Frank Hill (Cardiff), Dai Lewis (Cardiff), George Avery Young (Cardiff), William Bowen (Swansea), D Morgan (Swansea), Edward Alexander (Cambridge Uni.), Bob Gould (Newport), Willie Thomas (Llandovery), Evan Roberts (Llanelli)

### Gal·les vs. Escòcia
| Gal·les | 0 – 2G 1T | Escòcia                                        | 9 de gener de 1886 {{{time}}} - Cardiff Arms Park, Cardiff Àrbitre: DF Moore (Irlanda) |
|         |           | Assaig: Clay Tod Don-Wauchope Con: Macleod (2) | 9 de gener de 1886 {{{time}}} - Cardiff Arms Park, Cardiff Àrbitre: DF Moore (Irlanda) |

Gal·les: Harry Bowen (Llanelli), Charles Taylor (Blackheath), Arthur Gould (Newport), Frank Hancock (Cardiff) capt., Billy Douglas (Cardiff), Alfred Augustus Mathews (Lampeter), William Stadden (Cardiff), Frank Hill (Cardiff), Dai Lewis (Cardiff), George Avery Young (Cardiff), William Bowen (Swansea), D Morgan (Swansea), Edward Alexander (Cambridge Uni.), Tom Clapp (Newport), Willie Thomas (Llandovery)
Escòcia: F McIndie (Glasgow Acads), WF Holmes (Londres Scottish), DJ Macfarlan (RIE College), RH Morrison (Edinburgh University), Andrew Ramsay Don-Wauchope (Fettesian-Lorettonians), PH Don Wauchope (Fettesian-Lorettonians), JB Brown (Glasgow Acads) capt., AT Clay (Edinburgh Acads), J French (Glasgow Acads), TW Irvine (Edinburgh Acads), WM Macleod (Edinburgh Wanderers), CJB Milne (West of Escòcia), C Reid (Edinburgh Acads), J Tod (Watsonians), WA Walls (Glasgow Acads)

### Irlanda vs. Anglaterra
| Irlanda | 0 – 1T | Anglaterra        | 6 de febrer de 1886 {{{time}}} - Lansdowne Road, Dublín Àrbitre: R Mullock (Gal·les) |
|         |        | Assaig: Wilkinson | 6 de febrer de 1886 {{{time}}} - Lansdowne Road, Dublín Àrbitre: R Mullock (Gal·les) |

Irlanda: JWR Morrow (Queen's College, Belfast), EH Greene (Dublín Uni.), JP Ross (Lansdowne), RG Warren (Lansdowne), DJ Ross (Belfast Acads), M Johnston (Wanderers) capt., Victor Le Fanu (Cambridge University), Thomas Lyle (Dublín Uni.), HB Brabazon (Dublín Uni.), T Shanahan (Lansdowne), RW Hughes (NIFC), R. H. Massy-Westropp (Limerick), J Chambers (Dublín Uni.), J Johnston (Belfast Acads), WG Rutherford (Tipperary)
Anglaterra: AS Taylor (Blackheath), CG Wade (Richmond), AR Robertshaw (Bradford), Andrew Stoddart (Blackheath), A Rotherham (Richmond), F Bonsor (Bradford), Charles Gurdon (Richmond), WG Clibbon (Richmond), CJB Marriott (Blackheath) capt., GL Jeffery (Blackheath), RE Inglis (Blackheath), Froude Hancock (Blackheath), E Wilkinson (Bradford), N Spurling (Blackheath), A Teggin (Broughton Rangers)

### Escòcia vs. Irlanda
| Escòcia                                                                        | 3G 2T 1DG – 0 | Irlanda | 20 de febrer de 1886 {{{time}}} - Raeburn Place, Edimburg Àrbitre: George Rowland Hill (Anglaterra) |
| Assaig: Don-Wauchope (2) Morrison (2) Macfarlan Con: Macfarlan (3) Drop: Asher |               |         | 20 de febrer de 1886 {{{time}}} - Raeburn Place, Edimburg Àrbitre: George Rowland Hill (Anglaterra) |

Escòcia: F McIndie (Glasgow Acads), AE Stephens (West of Escòcia), DJ Macfarlan (RIE College), RH Morrison (Edinburgh University), Andrew Ramsay Don-Wauchope (Fettesian-Lorettonians), AGG Asher (Edinburgh Wanderers), JB Brown (Glasgow Acads) capt., AT Clay (Edinburgh Acads), DA Macleod (Glasgow Uni.), TW Irvine (Edinburgh Acads), WM Macleod (Edinburgh Wanderers), CJB Milne (West of Escòcia), C Reid (Edinburgh Acads), J Tod (Watsonians), WA Walls (Glasgow Acads)
Irlanda: JWR Morrow (Queen's College, Belfast), Maxwell Carpendale (Monkstown), JP Ross (Lansdowne) capt., RW Herrick (Dublín Uni.), JF Ross (NIFC), M Johnston (Wanderers), Victor Le Fanu (Cambridge University), J McMordie (Queen's College, Belfast), FH Miller (Wanderers), FW Moore (Wanderers), R Nelson (Queen's College, Belfast), FO Stoker (Wanderers), J Chambers (Dublín Uni.), J Waites (Bective Rangers), HJ Neill (NIFC)

### Escòcia vs. Anglaterra
| Escòcia | 0 – 0 | Anglaterra | 13 de març de 1886 {{{time}}} - Raeburn Place, Edimburg Àrbitre: HG Cook (Irlanda) |
|         |       |            | 13 de març de 1886 {{{time}}} - Raeburn Place, Edimburg Àrbitre: HG Cook (Irlanda) |

Escòcia: JP Veitch (Royal HSFP), WF Holmes (RIE College), GR Wilson (Royal HSFP), RH Morrison (Edinburgh University), Andrew Ramsay Don-Wauchope (Fettesian-Lorettonians), AGG Asher (Edinburgh Wanderers), JB Brown (Glasgow Acads) capt., AT Clay (Edinburgh Acads), DA Macleod (Glasgow Uni.), TW Irvine (Edinburgh Acads), WC McEwan (Edinburgh Acads), CJB Milne (West of Escòcia), C Reid (Edinburgh Acads), J Tod (Watsonians), WA Walls (Glasgow Acads)
Anglaterra: CH Sample (Cambridge Uni.), Ernest Brutton (Cambridge Uni.), AR Robertshaw (Bradford), Andrew Stoddart (Blackheath), A Rotherham (Richmond), F Bonsor (Bradford), Charles Gurdon (Richmond), WG Clibbon (Richmond), CJB Marriott (Blackheath), GL Jeffery (Blackheath), RE Inglis (Blackheath), ET Gurdon (Richmond) capt., E Wilkinson (Bradford), N Spurling (Blackheath), A Teggin (Broughton Rangers)